# Silvestro e il sassolino magico
Silvestro e il sassolino magico (Sylvester and the Magic Pebble) è uno dei più famosi racconti di William Steig. Fu pubblicato per la prima volta nel 1969. In Italia è stato pubblicato, con traduzione di Alessandra Orcese e illustrazioni dell'autore, a Milano nel 2006 da Mondadori junior.